# Aulostomus chinensis

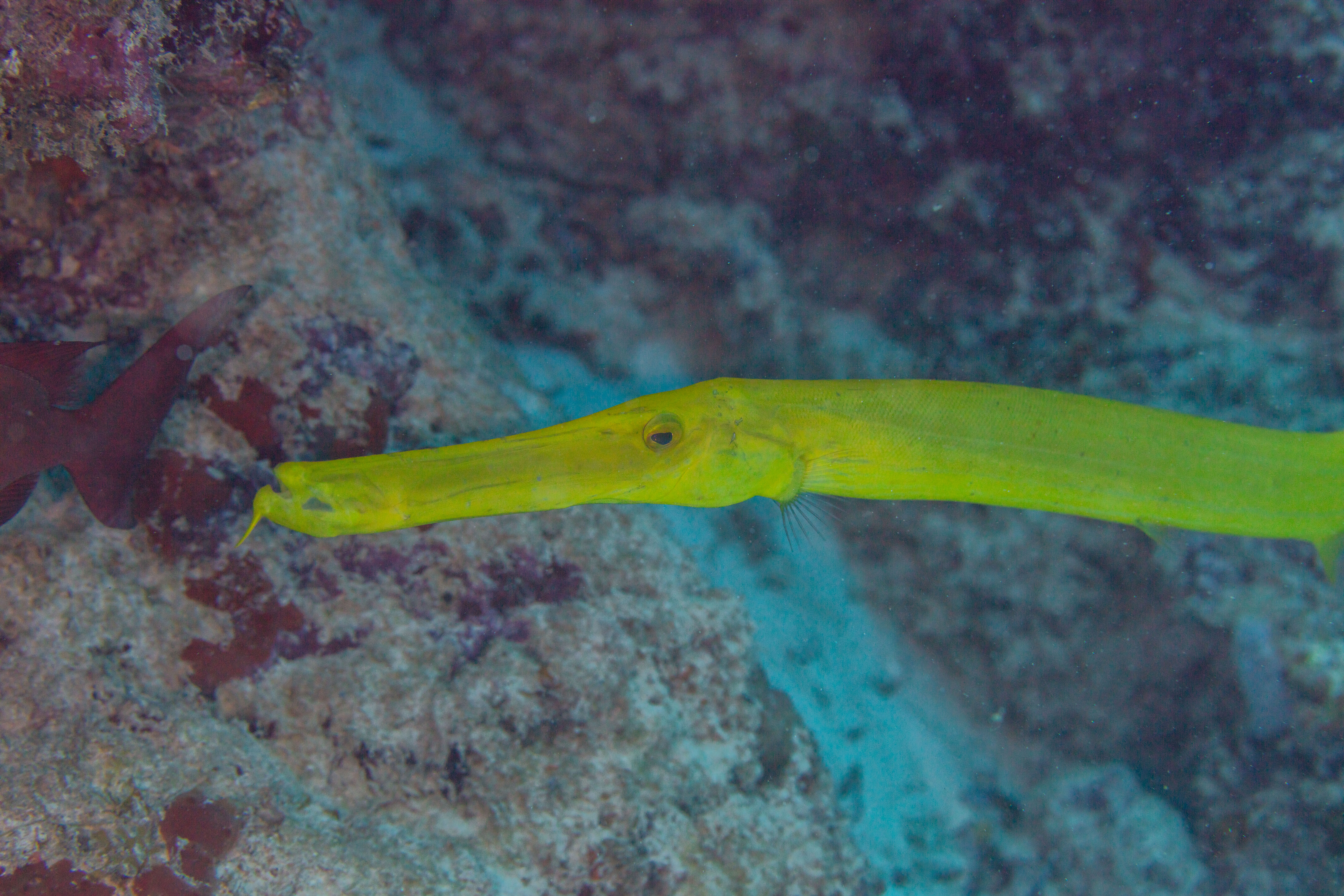
Detalle de la cabeza, variación amarilla.

El pez trompeta chino o trompetero chino (Aulostomus chinensis), es una especie de pez Actinopterygii, de la familia Aulostomidae.
Es una especie ampliamente distribuida por el océano Indo-Pacífico, desde la costa este africana hasta Hawái, la isla Revillagigedo y las islas Galápagos.

## Morfología y descripción
Como todo el género, tiene cuerpo largo, con la boca hacia arriba, pequeña, en la parte delantera de un hocico largo, tubular. Las branquias son pectinadas, asemejándose a los dientes de un peine. Delante de la aleta dorsal, tiene de 8 a 12 espinas aisladas y bien espaciadas. Cuenta con 24-27 radios blandos dorsales, y 26-29 radios blandos anales.
Tienen la capacidad de variar su color, del más frecuente marrón a verde uniforme, al marrón moteado  o amarillo vivo. Sobre el cuerpo tiene un patrón de líneas, verticales y/u horizontales, pálidas. Una franja negra, a veces reducido a una mancha oscura, se produce a lo largo de la mandíbula. Las aletas dorsal y anal son claras, de aspecto similar, con una barra oscura basal, y ubicadas de forma opuesta, en la parte trasera del cuerpo. Cuenta con un par de puntos negros en la aleta caudal y también con otro en cada base de las aletas pélvicas.
Su tamaño más frecuente es de 60 cm de longitud, aunque alcanza los 80 cm.

## Hábitat y comportamiento

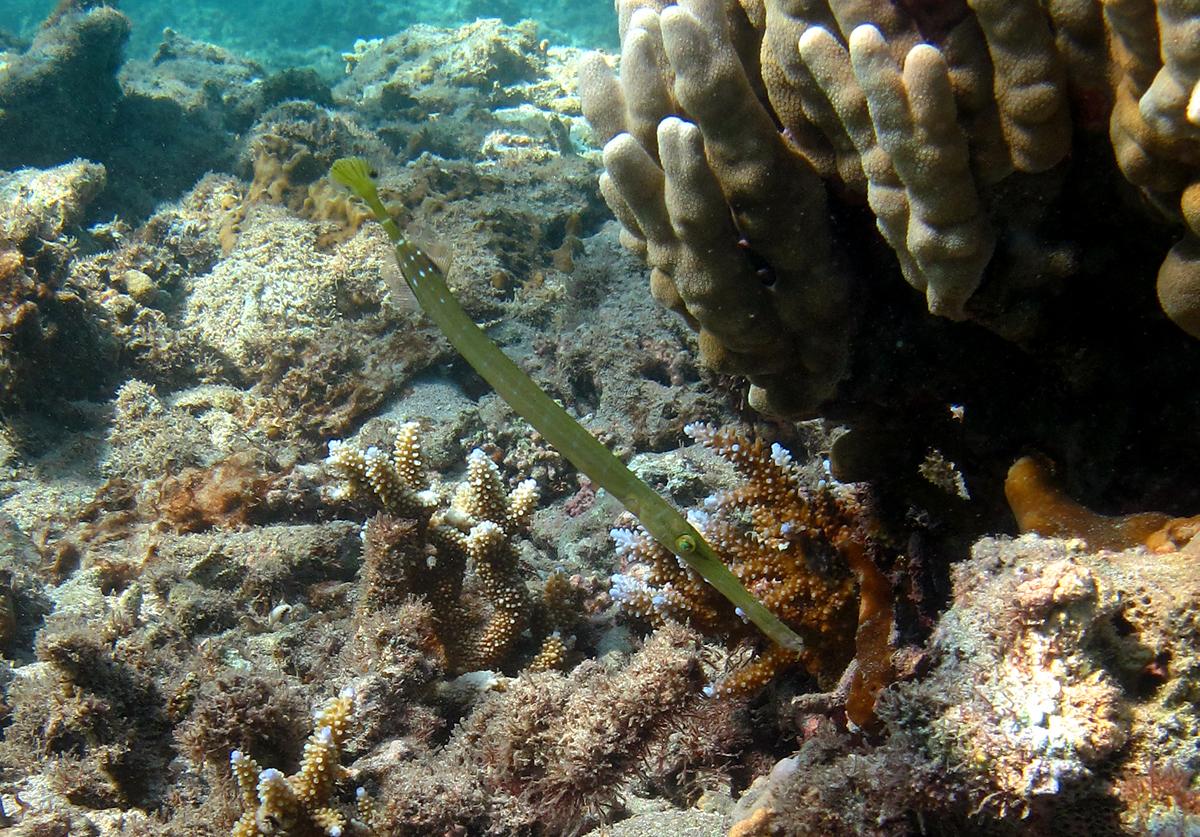
Un pez trompeta del Indopacífico (Aulostomus chinensis) en la Reunión.

Es una especie bento-pelágica, asociada a arrecifes, en aguas claras superficiales. Ocurre en áreas rocosas y coralinas, tanto en zonas protegidas, como hacia mar abierto.
Su rango de profundidad está entre 3 y 122 metros, aunque se reportan localizaciones hasta 243 m.
Uno de sus predadores es Saurida gracilis.

## Distribución geográfica
Se distribuye en el océano Indo-Pacífico. Es especie nativa de Australia, Chagos, Chile, China, isla Clipperton, islas Cocos, Colombia, islas Cook, Ecuador, Filipinas, Fiyi, Galápagos, Guam, Hawái, India, Indonesia, Japón, isla Johnston, Kenia, isla Kermadec, isla Lord Howe, Madagascar, Maldivas, islas Marianas del Norte, islas Marshall, Micronesia, Mozambique, isla Navidad, Nueva Caledonia, Nueva Zelanda, Palaos, Panamá, Papúa Nueva Guinea, Polinesia, Reunión, isla Revillagigedo, Samoa, Seychelles, Somalia, Sri Lanka, Sudáfrica, Tailandia, Taiwán (China), Tanzania, Tonga, Vanuatu y Vietnam.

## Alimentación
Son carnívoros, y se alimentan de gambas, y de pequeños crustáceos y peces, como juveniles de Acanthurus nigrofuscus, Apogon kallopterus, Canthigaster sp., Chaetodon litus, Myripristis tiki, Pseudolabrus fuentesi o Stegastes sp..
Cuando se alimenta, abre la boca del diámetro del cuerpo para succionar a sus presas.
Su estrategia trófica más usual es la de permanecer en posición vertical, con la cabeza hacia abajo, camuflado entre gorgonias, dejándose mecer por la corriente a la espera de la presa.

## Reproducción
No se disponen datos específicos sobre su reproducción, salvo que son ovíparos, de huevos pelágicos, y tienen una fase larval también pelágica.

## Galería

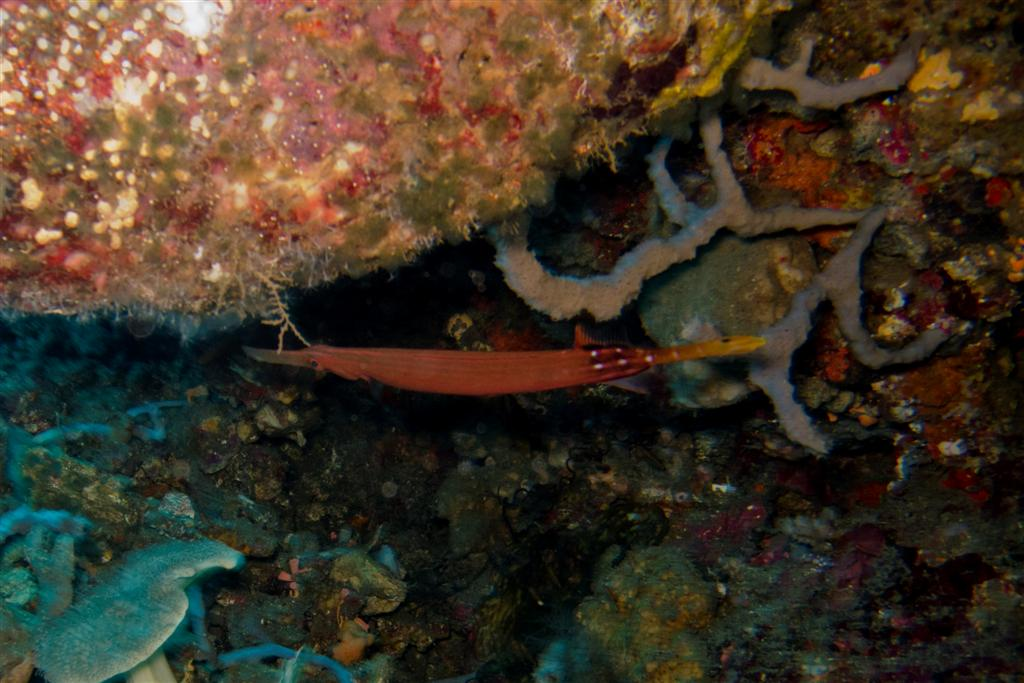
Librea marrón en Timor Oriental
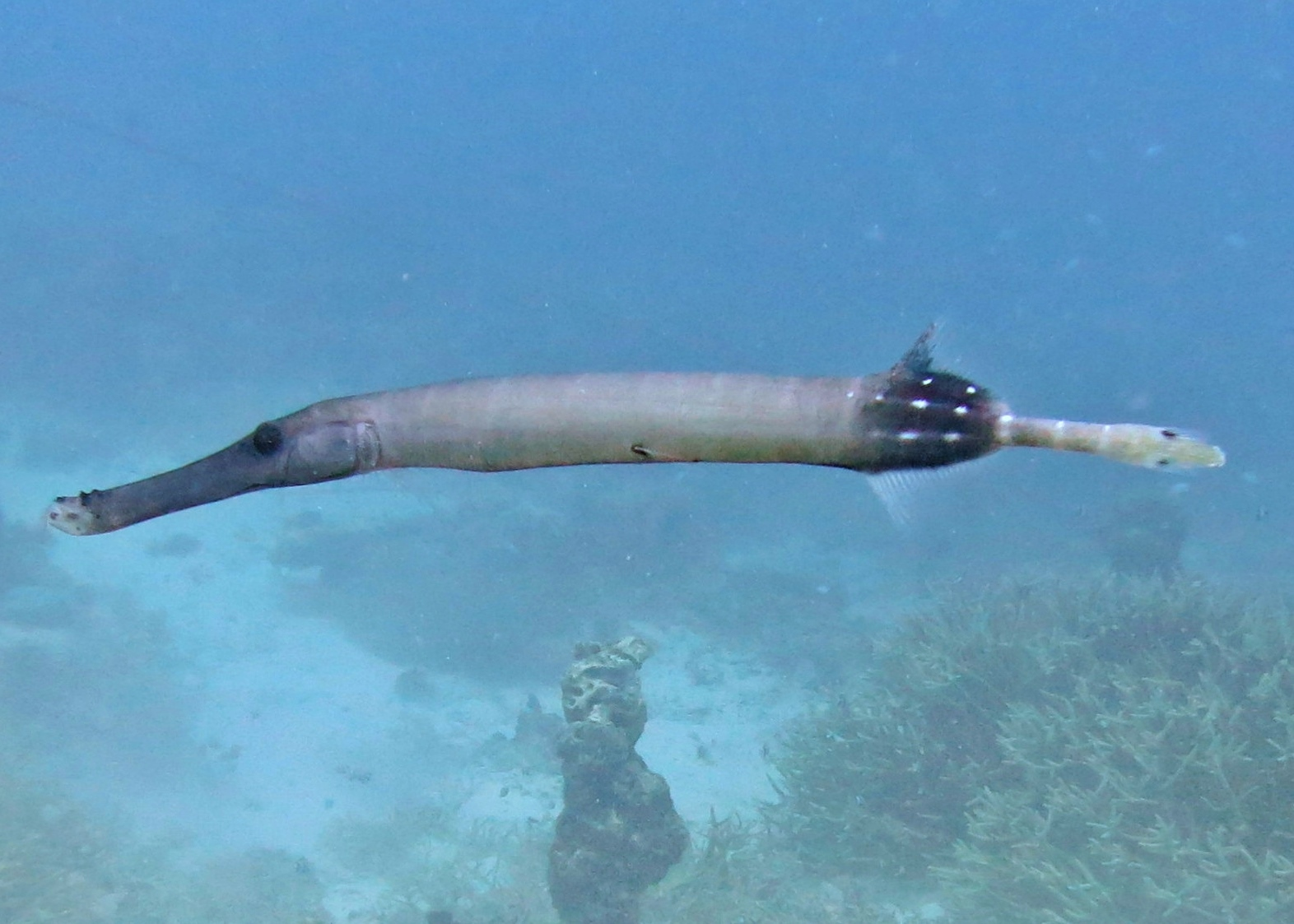
Variación gris en Maldivas
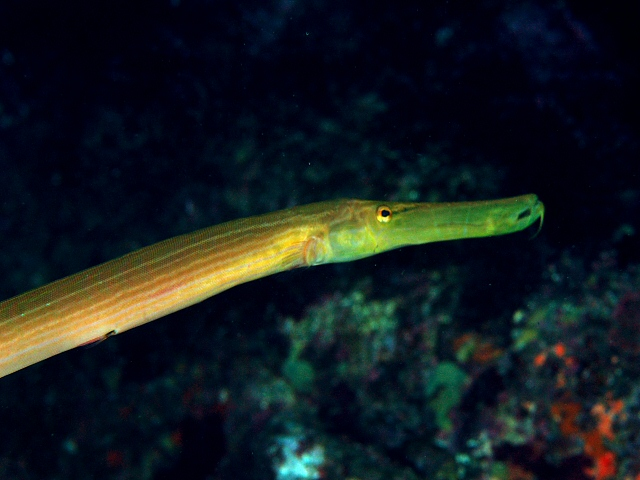
Variación marrón-verde en Izu, Japón
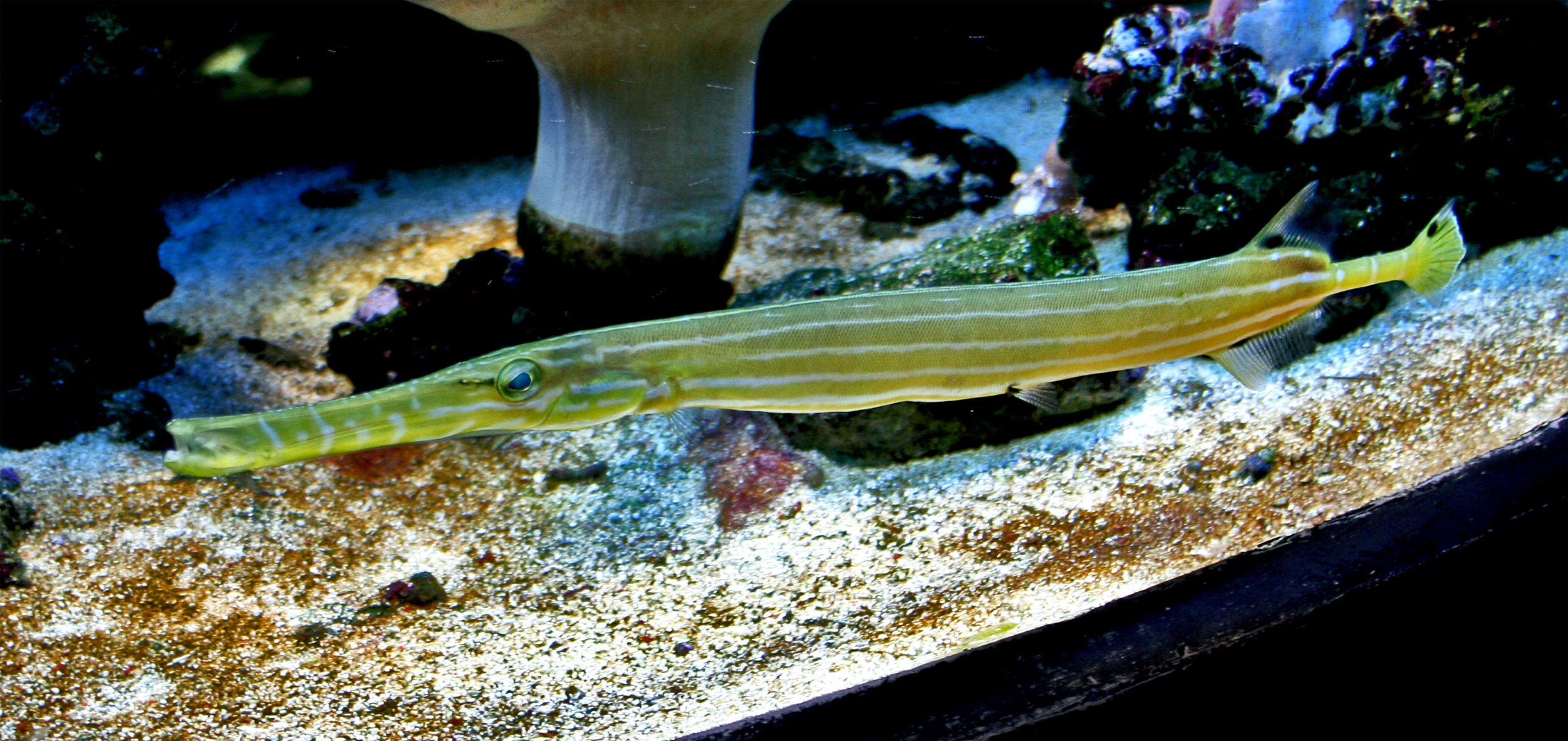
Variación verde en el Acuario de Praga, Chequia
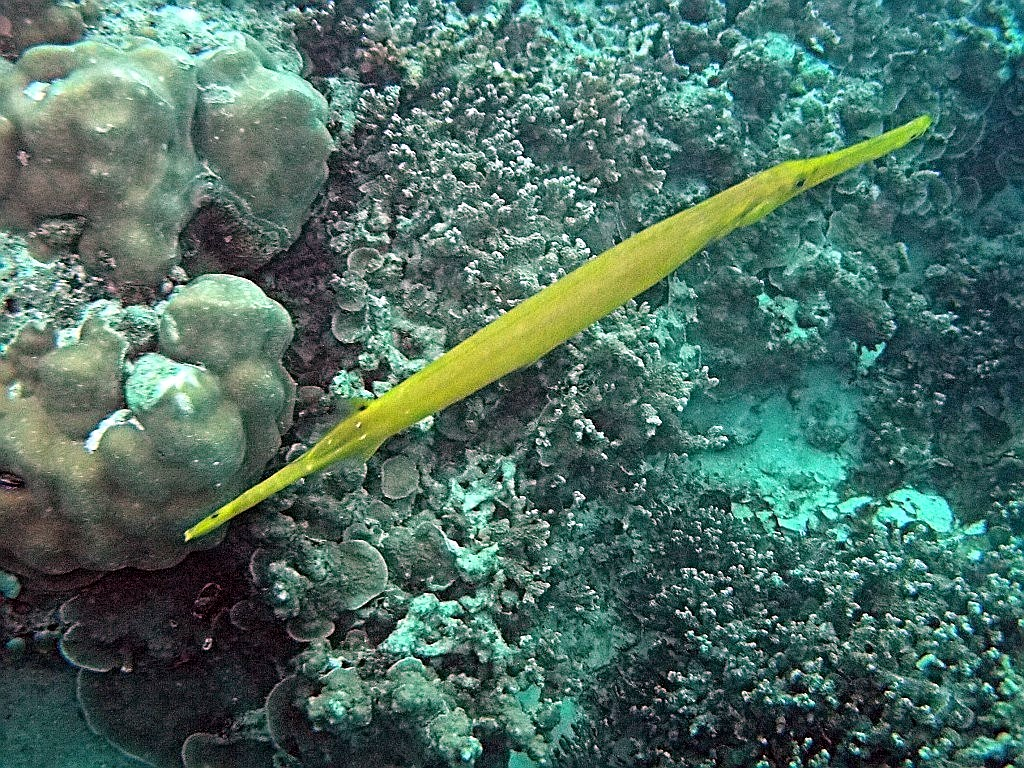
Ejemplar amarillo en Maldivas
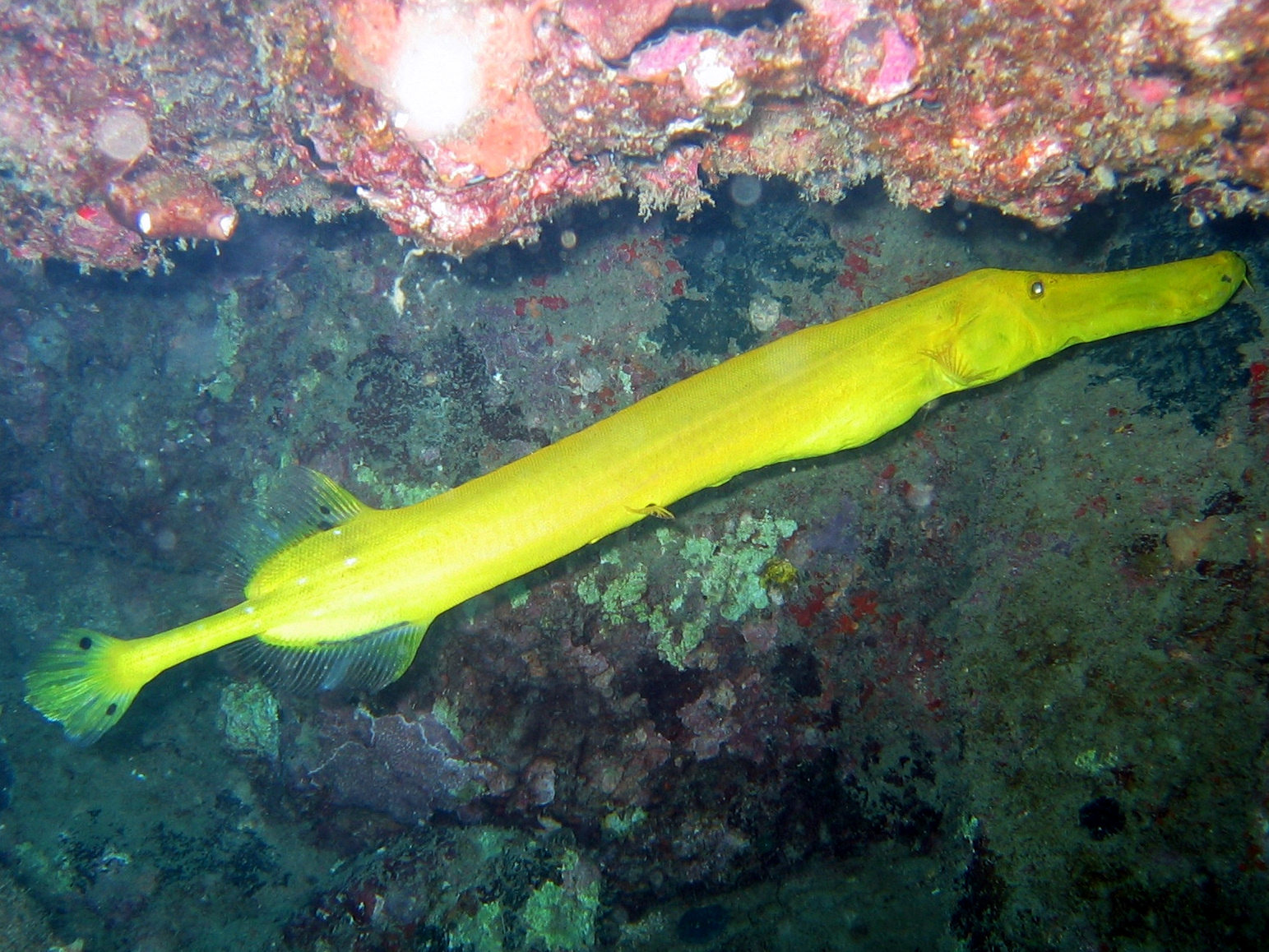
Variación amarilla en Vietnam
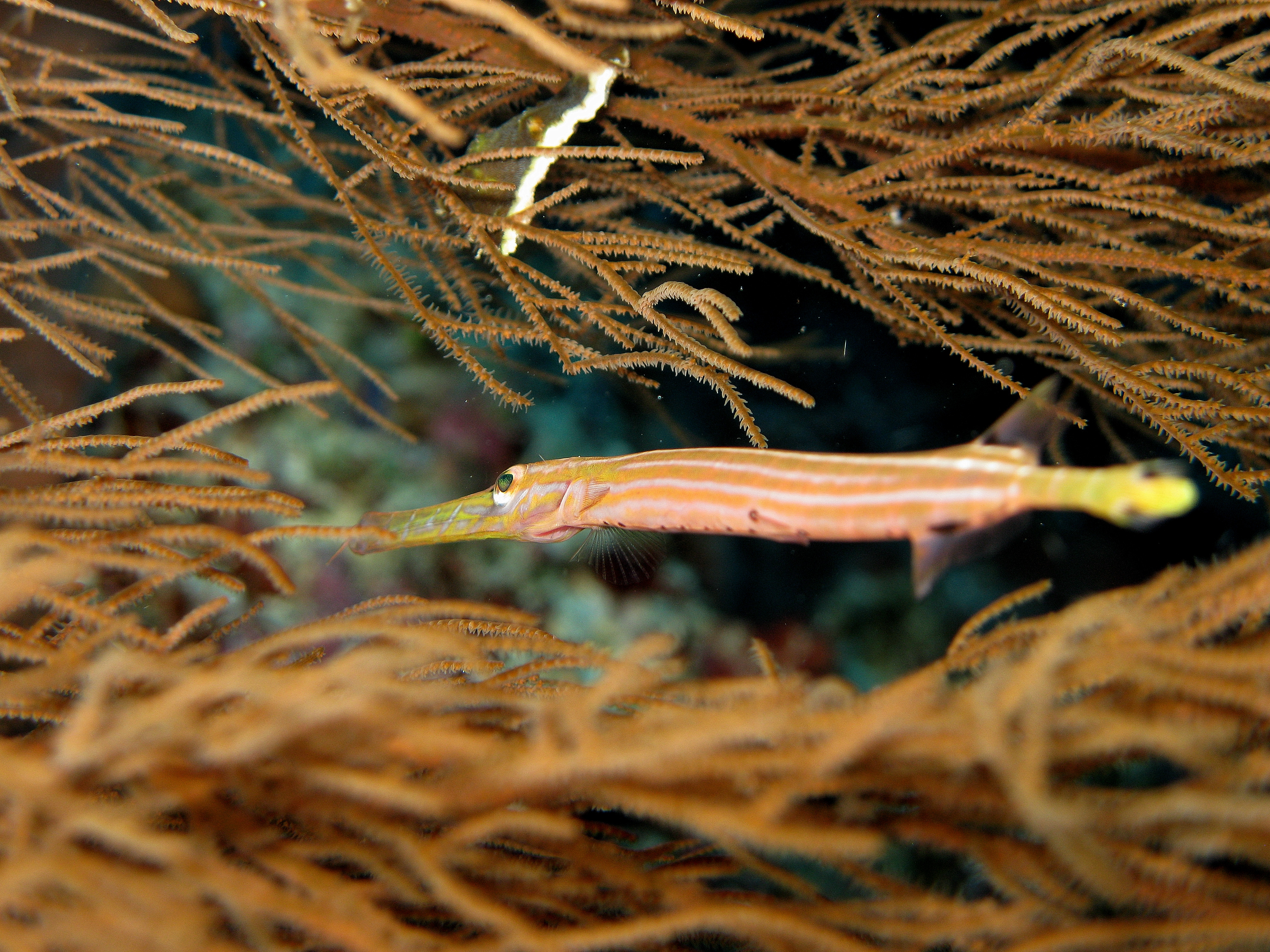
Ejemplar marrón